# مونتيخيكار
بلدية مُنت شقر (بالإسبانية: Montejícar) هي بلدية تقع في مقاطعة غرناطة التابعة لمنطقة أندلوسيا جنوب إسبانيا.

## الديموغرافيا
بلغ عدد سكان بلدية مُنت شقر 2.442 نسمة عام 2011 (وفقاً للمعهد الوطني الإسباني للإحصاء).
| 3.006 | 2.861 | 2.747 | 2.615 | 2.575 | 2.481 | 2.442 |